# Offside (fotboll)

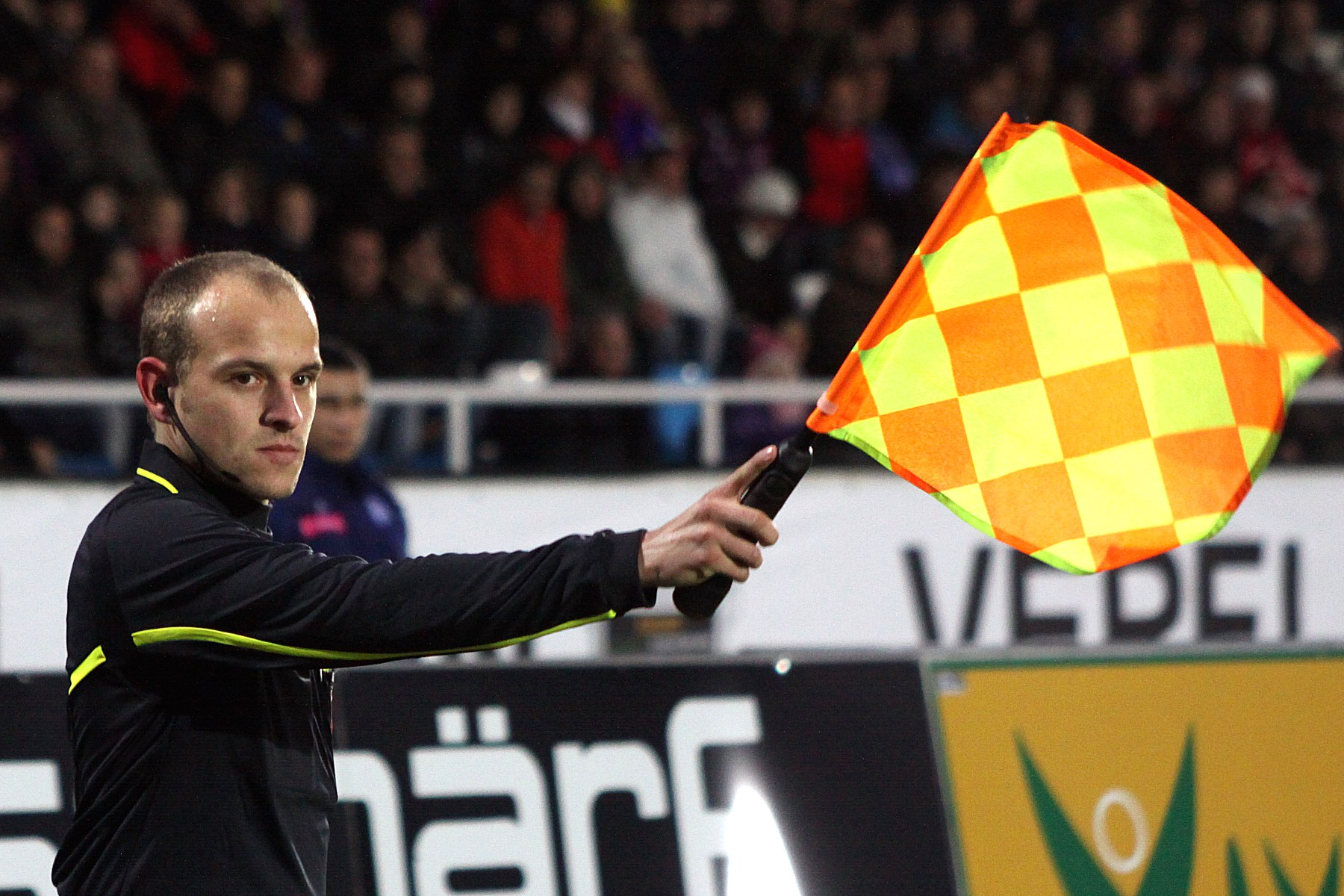
En assisterande domare markerar offside, och i vilken linje den skett, med sin flagga.

Offside är en regel inom fotboll som reglerar hur långt upp i planen en anfallande spelare får befinna sig gentemot det försvarande lagets spelare och ändå vara passningsbar. I de befintliga 17 fotbollsreglerna har offsideregeln ordningstalet elva (11).

## Historik
Redan i de ursprungliga fjorton fotbollsreglerna från 1863 beskrev regel nummer sex en offsideregel. Enligt dessa var alla spelare i det anfallande laget offside om de var framför bollen. Regeln har likheter med offsideregeln i fotbollens systersport rugby, där anfallande spelare bara får passa bakåt om de använder händerna.
Det visade sig att regeln gjorde det för enkelt att försvara målet eftersom enda möjligheten att närma sig motståndarnas mål var att dribbla förbi försvararen. I slutet av 1860-talet ändrades regeln så att en spelare var offside när den var framför den tredje sista försvarande spelaren vilket främjade passningsspel.
År 1925 ändrades regeln igen så att en anfallande spelare är offside om den är framför den näst sista försvarande spelaren. Eftersom det försvarande lagets målvakt oftast befinner sig närmast deras mål innebär regeln oftast att den anfallande spelare som befinner sig längst fram måste ha en back framför sig när hens lag slår fram en passning.
För att ytterligare främja ett offensivt spel ändrades regeln 1990. Istället för att den anfallande spelaren måste ha två motspelare framför sig räcker det att den har den näst sista spelaren i linje med sig själv när passningen slås. Dessutom bestraffas endast spelare som faktiskt deltar i anfallet, det vill säga spelare som aktivt försöker nå den passade bollen eller på annat sätt försöker främja att bollen kommer till en medspelare.

## Nuvarande regel

Den blå spelaren längst till vänster står i en offsideposition då den är längre till vänster i banan än den streckade linjen som markerar var försvarare nummer två (målvakten är i det här fallet försvarare nummer ett) i det röda laget befinner sig

Den blå spelaren i mitten av straffområdet är inte i en offsideposition trots att den bara har en försvarare (målvakten) mellan sig och målet eftersom spelaren med boll ligger högre upp i banan.

Det är anfallarens placering i passningsögonblicket, och inte vid bollmottagningen, som avgör om spelaren ska bestraffas för att spelaren är placerad offside. Den anfallande spelaren får inte vara framför den näst bakersta motståndarspelaren. Normalt är målvakten längst bak vilket innebär att en anfallande spelare är offside om hen är förbi motståndarnas bakerst placerade spelare, oftast en back. I offsideregeln räknas alla kroppsdelar som man får göra mål med, det vill säga allt utom spelarens armar. Om en anfallares huvud är framför näst sista motståndares sista kroppsdel är alltså anfallsspelaren offside. Syftet med offsideregeln är att förhindra att lagen dras ut över hela fotbollsplanen och att uppmuntra lagen till ett högt stående försvar. Utan den skulle det löna sig att placera en eller flera spelare vid motståndarmålet, vilket skulle tvinga försvararna att placera spelare där. Det skulle göra att fler spelare var längre ifrån bollen vid varje givet tillfälle.
Offsideregeln lyder
En spelare är i offsideposition om:
- spelaren är närmare motståndarlagets mållinje än både bollen och den näst sista motspelaren, när bollen slås till spelaren i fråga.

En spelare är inte i offsideposition om:
- spelaren är på sin egen planhalva.
- spelaren är i linje med den näst sista motspelaren.
- spelaren är i linje med de två sista motspelarna.

En spelare i offsideposition ska bestraffas endast om den, i det ögonblick bollen vidrör eller spelas av en medspelare, enligt domarens uppfattning, är inblandad i aktivt spel genom att spelaren:
- ingriper i spelet.
- stör en motspelare.
- vinner en fördel genom att vara i offsideposition.

En spelare i offsideposition ska inte bestraffas om den får bollen direkt från:
- inspark.
- inkast.
- hörnspark.

Bestraffning:
Vid bestraffningsbar offside ska domaren döma en indirekt frispark till motståndarlaget. Indirekt frispark innebär att bollen måste vidröra minst två spelare, oavsett lag, innan bollen går in i mål. Frisparken ska läggas på den plats spelaren i offsideposition befann sig när förseelsen inträffade.

## Offsidefälla
Även med de ursprungliga reglerna kunde det försvarande laget skapa en offsidefälla, det vill säga få det andra laget att spela bollen till en spelare som är offside. Idag försöker det spelande laget hålla sina bakersta spelare, den så kallade backlinjen, på en rak linje vinkelrät mot långsidan. Det anfallande lagets längst fram placerade spelare, anfallarna, vill vara så nära målet som möjligt utan att vara offside. Det placerar dem i linje med backarna. När det försvarande laget ser att en av motspelarna gör ansats att slå en passning framåt kan backlinjen "flytta upp", det vill säga, rusa mot motståndarnas mål. Om en av spelande spelare inte befinner sig på spelplanen men bakom offsidelinjen är det offside. Om inte anfallarna uppmärksammar det och följer med backlinjen, kommer bara en spelare vara framför dem, nämligen målvakten, och de blir bestraffade för att vara offside. De har då gått i det försvarande lagets offsidefälla och "ställts offside". Taktiken kräver både disciplin och spelsinne hos det försvarande laget eftersom de aktivt måste agera utan att vara i närheten av spelet. Misslyckas det, det vill säga att en eller fler av de försvarande spelarna inte följer med, kan den anfallande spelaren ostört ta emot den passade bollen. Den har då endast två försvarande spelare mellan sig och kortsidan, vilket oftast innebär att endast målvakten är mellan spelaren och målet, det vill säga den anfallande spelaren är "fri".